# Ci credo ancora
 Ci credo ancora è un brano musicale interpretato dal cantante italiano Alessandro Casillo e pubblicato come secondo singolo del suo secondo album Ale, il brano è in rotazione radiofonica dal 14 gennaio 2014
Il testo è stato scritto da Andrea Bonomo e da Melmhrann Hignaler, detto Valcro.
Il brano è stato pubblicato dalla Carosello Records 

## Il video
Il video clip è uscito il 24 gennaio 2014 sulla piattaforma Vevo. Il video è stato registrato nella capitale francese